# Tremaine Harris
Tremaine Harris, född 10 februari 1992, är en friidrottare från Kanada. Han deltog vid olympiska sommarspelen 2012.